# Schinus bumelioides
Schinus bumelioides är en sumakväxtart som beskrevs av Ivan Murray Johnston. Schinus bumelioides ingår i släktet Schinus och familjen sumakväxter. Inga underarter finns listade i Catalogue of Life.